# Lips (canción de KAT-TUN)
«Lips» es el sexto sencillo de la boy band KAT-TUN y la tercera y última canción en ser lanzada comercialmente para su tercer álbum de estudio, KAT-TUN III -Queen of Pirates-. El sencillo fue lanzado en tres ediciones y como tal hay tres portadas diferentes, la edición normal contiene la canción y otra del lado B y las pistas instrumentales, la first press edición limitada incluye una pista adicional titulado "Message for You" y su versión instrumental y la edición limitada viene con un DVD con el video musical y un cortometraje acerca de la realización del video musical.
El sencillo fue lanzado el 26 de febrero de 2008 y se convirtió en el sexto número consecutivo para KAT-TUN en las listas de sencillos de Oricon y es el noveno sencillo más vendidos en 2008 según Oricon.

## Información del sencillo
"Lips" fue escrito por Axel-G que escribió "She Said ..." para el grupo en su álbum debut. La música y los arreglos fue compuesta por Yukihide "YT" Takiyama mientras que Koki Tanaka escribió sus propios versos de rap bajo el seudónimo de JOKER. Descrito por el co-vocalista Kazuya Kamenashi como la canción com más hard rock intenso que el grupo había hecho, la canción habla de una obsesión con la de una niña "dyed red lips" (labios teñido de rojo) y la difícil relación que comparten. Las letras van a instar a la joven a asumir toda la culpa por los problemas de la pareja y para no se le vaya de las manos. Aunque no esté presente en la versión de estudio, por lo general Kamenashi hace los screams después de que él canta el verso de introducción durante las actuaciones en directo. La canción es también el tema del drama 1 Pound no Fukuin donde actúa Kamenashi y salió al aire en NTV.

## Promoción
KAT-TUN interpretó la canción en la televisión por primera vez en su propio programa de variedades Cartoon KAT-TUN el 12 de enero de 2008. El grupo también cantó en Music Station el 1 de febrero y 8 de febrero de 2008, Fuji TV Hey! Hey! Hey! Music Champ el 4 de febrero y en NTV Music Fighter el 8 de febrero.

## Ventas
En su primera semana de lanzamiento, "Lips" debutó en el número uno en el Oricon singles chart sacando a Thelma Aoyama "Soba ni Iru ne" del primer puesto con 351.254 copias vendidas. Se trata de éxitos consecutivos del grupo desde su debut. La canción pasó 15 semanas en la lista y ha vendido más de 421.902 copias hasta la fecha.
Fue certificado de platino por la Recording Industry Association of Japan en febrero de 2008 y fue premiado en el 23rd Japan Gold Disc Awards cuando se coloca en la "Best 10 Music Singles (Domestic)" juntos en lista con "Don't U Ever Stop".

## Lista de pistas
- Edición Normal Lista de pistas

| N.º | Título                | Escritor(es)                                       | Duración |  |
| 1.  | «LIPS»                | Axel-G, JOKER, Yukihide "YT" Takiyama              | 4:21     |  |
| 2.  | «LOVE»                | Axel-G, JOKER, Erik Lidbom, Yukihide "YT" Takiyama | 3:15     |  |
| 3.  | «LIPS (Instrumental)» |                                                    | 4:21     |  |
| 4.  | «LOVE (Instrumental)» |                                                    | 3:15     |  |

- First Press Edición Limitada Lista de pistas

| N.º | Título                           | Escritor(es)                                       | Duración |  |
| 1.  | «LIPS»                           | Axel-G, JOKER, Yukihide "YT" Takiyama              | 4:21     |  |
| 2.  | «LOVE»                           | Axel-G, JOKER, Erik Lidbom, Yukihide "YT" Takiyama | 3:15     |  |
| 3.  | «MESSAGE FOR YOU»                | soba, Erik Lidbom                                  | 4:32     |  |
| 4.  | «LIPS (Instrumental)»            |                                                    | 4:21     |  |
| 5.  | «LOVE (Instrumental)»            |                                                    | 3:15     |  |
| 6.  | «MESSAGE FOR YOU (Instrumental)» |                                                    | 4:32     |  |

- DVD Lista de pistas

| N.º | Título                 | Duración |  |
| 1.  | «LIPS (video musical)» | 4:30     |  |
| 2.  | «LIPS (making of PV)»  |          |  |